# Július Klimko
Július Klimko, též Julo Klimko (12. dubna 1871 Ružomberok – 15. března 1964 Prešov), byl slovenský a československý politik a meziválečný senátor Národního shromáždění ČSR za Slovenskou ľudovou stranu (od roku 1925 oficiální název Hlinkova slovenská ľudová strana).

## Biografie
Studoval na gymnáziu v Ružomberku a v letech 1885–1889 v Banské Bystrici. Na vysoké škole v Budapešti absolvoval studium lesního inženýrství. Působil pak jako lesní inženýr v Sedmihradsku, později v Liptovském Svätém Mikuláši.
V parlamentních volbách v roce 1920 získal senátorské křeslo v Národním shromáždění. Zvolen byl na společné kandidátce Slovenské ľudové strany a celostátní Československé strany lidové. V roce 1921 ovšem slovenští poslanci vystoupili ze společného poslaneckého klubu a nadále již fungovali jako samostatná politická formace. Mandát obhájil v parlamentních volbách v roce 1925.
Profesí byl lesný nadradca v Solnohradě-Šaryš. Přispíval do listů Slovenská pravda a Slovák. Byl politickým spojencem Vojtěcha Tuky, ale po Tukově aféře a odsouzení v roce 1929 se již politicky výrazněji neangažoval.